# Уразаєво (Караідельський район)
Ураза́єво (рос. Уразаево, башк. Уразай) — присілок у складі Караідельського району Башкортостану, Росія. Входить до складу Підлубовської сільської ради.
Населення — 275 осіб (2010; 289 у 2002).
Національний склад:
- марійці — 67 %